# Hokkaidō Shalala
Singles de Country Musume
Yuki Geshiki
(1999) Koi ga Suteki na Kisetsu
(2000)
Hokkaidō Shalala (北海道シャララ, ou Hokkaido, Hokkaidou...) est le 3e single du groupe de J-pop Country Musume (alors réduit à un seul membre), sorti en 2000.

## Présentation
Le single sort le 27 avril 2000 au Japon sur le label zetima en distribution limitée, produit par le chanteur Yoshitake Tanaka. La chanson-titre est écrite et composée par Tsunku, aidé pour les paroles de Makoto, son compère du groupe Sharam Q ; elle figurera sur le premier album du groupe, Country Musume Daizenshū 1, qui sortira un an et demi plus tard fin 2001, puis sur les compilations Country Musume Daizenshū 2 de 2006 et Country Musume Mega Best de 2008. Une version alternative de cette même chanson figure en "face B".
À la suite du décès de Hiromi Yanagihara et au départ de Azusa Kobayashi au moment de la sortie du premier single du groupe dix mois auparavant, l'unique membre restante, Rinne, interprète seule les chansons de ce single, comme celles du précédent.

## Membre
- Rinne

## Liste des titres
1. Hokkaidō Shalala (北海道シャララ?)
2. Hokkaidō Shalala (Coupling Version) (北海道シャララ(カップリング・ヴァージョン)?)
3. Hokkaidō Shalala (Original Karaoke) (北海道シャララ(オリジナル・カラオケ)?)